# Niszczyciele typu Sokoł
Niszczyciele typu Sokoł – rosyjskie niszczyciele z przełomu XIX i XX wieku, pierwsze jednostki tej klasy w Marynarce Wojennej Imperium Rosyjskiego. W latach 1894–1904 w brytyjskiej stoczni Yarrow oraz krajowych stoczniach Crichton, Zakładach Iżorskich i Zakładach Newskich zbudowano 27 okrętów tego typu. Jednostki weszły w skład Floty Bałtyckiej, Floty Czarnomorskiej i Eskadry Oceanu Spokojnego w latach 1895-1904 i wzięły udział w wojnie rosyjsko-japońskiej oraz I wojnie światowej. Dwie jednostki były po wojnie z lat 1904-1905 użytkowane przez Marynarkę Wojenną Japonii, a pięć trafiło po I wojnie światowej do Fińskiej Marynarki Wojennej.

## Projekt i budowa

### Geneza i budowa prototypu
Pod koniec XIX wieku podejmowano próby skonstruowania okrętów jak najlepiej nadających się do zwalczania torpedowców, które stwarzały zagrożenie dla opancerzonych okrętów. Powstawały w ten sposób także w Rosji kanonierki torpedowe, które nie miały jednak nad torpedowcami przewagi prędkości. W pierwszej połowie lat 90. dla wiodącej w świecie marynarki brytyjskiej (Royal Navy) zbudowano okręty nowej klasy – niszczycieli, szybszych i silniejszych od torpedowców. W 1894 roku ukończono dwa pierwsze niszczyciele na świecie, skonstruowane w stoczni Yarrow: „Havock” i „Hornet”. Royal Navy poza jeszcze trzema okrętami nie zamawiała jednak w tej stoczni dalszych niszczycieli, wobec czego właściciel firmy Alfred Yarrow szukał kontraktów eksportowych. Cesarstwo Rosyjskie już 30 maja 1894 roku zamówiło w stoczni Yarrow budowę dla marynarki rosyjskiej okrętu na wzór zmodyfikowanego „Horneta”, za cenę 36 tysięcy funtów szterlingów. Miał on być ukończony w 14 miesięcy i przy wyporności normalnej 220 ton rozwijać jeszcze większą prędkość 29 węzłów. Ze zmian, przede wszystkim zrezygnowano ze stałej dziobowej wyrzutni torped, zmieniono kształt dziobu na taranowy i zastosowano rosyjskie działa kalibrów 75 mm i 47 mm zamiast 76 mm i 57 mm. Okręt o nazwie „Sokoł” został wodowany 10?/22 sierpnia 1894 roku, po czym podczas prób w tym miesiącu przekroczył prędkość kontraktową. W październiku 1895 roku został przekazany Rosji i przyjęty do służby.
Rosyjskie Ministerstwo Morskie zdecydowało po wynikach prób podjąć budowę okrętów tego typu w Rosji. Początkowo zakładano budowę serii we współpracy ze stocznią Yarrow, która mogła dostarczać istotne podzespoły. Ostatecznie jednak, pod wpływem rosyjskiego przemysłu, zdecydowano nie współpracować z Yarrowem i skopiować oraz produkować okręty samodzielnie. Przy czym, okręty te klasyfikowane były początkowo w Rosji jako torpedowce (ros. minonosiec) i tylko nieoficjalnie nazywane były niszczycielami (ros. istriebitiel) lub kontrtorpedowcami (kontr-minonosiec), a dopiero w 1907 roku zaliczono je do nowo wyodrębnionej klasy niszczycieli (ros. eskadriennyj minonosiec, dosłownie: torpedowiec eskadrowy). Początkowo niszczyciele otrzymały nazwy ptaków, lecz 9 marca 1902 roku, przed ukończeniem części okrętów, Ministerstwo Morskie zmieniło nazwy wszystkich niszczycieli z nazw ptaków lub zwierząt na przymiotniki oznaczające cechy. Główny okręt serii otrzymał nazwę „Prytkij” (pol. zwinny), lecz typ powszechnie nazywany był nadal typem Sokoł.

### Budowa w Rosji
19 marca 1896 roku złożono wstępne zamówienie na budowę pary okrętów w stoczni Crichtona w Abo. Stocznia ta opracowała dokumentację na bazie pomiarów „Sokoła”, jednakże ze zmianami, gdyż Morski Komitet Techniczny zażądał zwiększenia grubości blach poszycia dla zwiększenia ich wytrzymałości, a także zastosowania kotłów opalanych paliwem płynnym. Dodano trzy poprzeczne zbiorniki na 31 ton paliwa przed i za kotłowniami, co zwiększyło długość kadłuba z 58 do 60,8 m. Kontrakt na budowę niszczycieli: „Korszun” i „Krieczet” podpisano ostatecznie 5 maja 1897 roku i wodowano je w maju 1898 roku. Podczas długotrwałych prób odbiorczych opalanie ropą nie sprawdziło się i okręty nie osiągnęły prędkości kontraktowej, wobec czego przerobiono je na opalanie węglowe. Ostatecznie okręty osiągnęły prędkość 27,5 węzła i odebrano je w lipcu 1900 roku, a w 1902 roku przemianowano na: „Posłusznyj” i „Pyłkij”.
Kolejne dwa niszczyciele: „Jastrieb” i „Nyrok” zamówiono w kwietniu 1896 roku w państwowej stoczni Zakładów Iżorskich Admiralicji w Kołpinie. Zakłady te opracowały własną dokumentację na podstawie „Sokoła”. Również zastosowano w nich kotły na paliwo płynne, ale bez wydłużenia kadłuba, ze zbiornikami w zasobniach węglowych wzdłuż burt. Wodowano je jesienią 1898 roku. Ich próby odbiorcze przeciągały się jeszcze bardziej i ostatecznie odebrano je w maju 1902 roku również dopiero po przeróbce kotłów na opalanie węglowe, już pod nowymi nazwami: „Procznyj” i „Porażajuszczij”.
Jeszcze przed zbudowaniem pierwszych okrętów, 7 lipca 1897 roku zamówiono w Zakładach Iżorskich dalsze pięć niszczycieli, o konstrukcji odpowiadającej prototypowemu „Sokołowi”, z kotłami opalanymi węglem. Od pierwszego z nich „Bierkuta” ulepszono konstrukcję, zwiększając grubość blach dla polepszenia wytrzymałości, co pociągnęło wzrost wyporności pełnej z 241,5 do 258 ton. Marynarka obniżyła wymagania co do prędkości z 27,5 do 26,5 węzłów; mimo to okręty ją przekraczały. „Bierkut” został wodowany w 1899 roku, a drugi „Albatros” dopiero w 1901 roku, lecz oba odebrano w maju 1902 roku, jako: „Pronzitielnyj” i „Podwiżnyj”. Trzy pozostałe niszczyciele, zbudowane w 1899 roku, były przeznaczone do wysyłki w częściach na Daleki Wschód do ostatecznego montażu. 
We wrześniu 1898 roku marynarka zamówiła w prywatnej stoczni Zakładów Newskich w Petersburgu aż 13 niszczycieli: cztery dla Floty Bałtyckiej („Gagara”, „Woron”, „Filin”, „Sowa”) i dziewięć w częściach do wysłania na Daleki Wschód. Oparte były na planach Zakładów Iżorskich, lecz niszczyciele dla Floty Bałtyckiej otrzymały cztery kotły o zwiększonej wydajności, opalane węglem lub paliwem płynnym, a niszczyciele dla Dalekiego Wschodu – osiem mniejszych kotłów węglowych. Okręty dla Floty Bałtyckiej przechodziły próby morskie w 1901 roku, a odebrano je w 1902 roku, pod nowymi nazwami: „Prozorliwyj”, „Riezwyj”, „Rietiwyj” i „Rjanyj”.
12 listopada 1898 roku zamówiono kolejne cztery niszczyciele w zakładach Crichtona, przeznaczone jako pierwsze dla Floty Czarnomorskiej. Budowane były w dzierżawionej przez Crichtona Stoczni Ochtyńskiej w Petersburgu, według dokumentacji Zakładów Newskich, lecz różniły się zastosowaniem ośmiu kotłów o mieszanym opalaniu zamiast czterech. Z uwagi na słabe przygotowanie stoczni dla budowy takich okrętów, wodowano je dopiero w 1901 roku, a próby morskie przebiegające z problemami ukończono jesienią 1902 roku, po czym wysłano je na Morze Czarne. Nosiły wówczas już nowe nazwy:  „Strogij”, „Smietliwyj”, „Swiriepyj” i „Striemitielnyj”.

### Budowa na Dalekim Wschodzie
Trzy niszczyciele Zakładów Iżorskich Admiralicji i dziewięć Zakładów Newskich zbudowano z przeznaczeniem do transportu w częściach na Daleki Wschód. W tym celu były prowizorycznie zmontowane na śruby, po czym rozebrane z zaznaczeniem części i wysłane statkami do rosyjskiej bazy w Chinach Port Artur. Pierwsze cztery, w tym trzy Zakładów Iżorskich, dostarczono tam 9 marca 1900 roku. Na miejscu jednak dopiero organizowano stocznię i krytą pochylnię do ich montażu i dopiero wiosną 1901 roku przystąpiono do budowy pierwszych okrętów. Długotrwałe składowanie wywołało korozję elementów, a w przypadku niszczycieli Zakładów Iżorskich niewidoczne były znaki montażowe, więc montaż okrętów wymagał sporo pracy i dorabiania części elementów na nowo w warsztatach portowych. Pierwsze zbudowane tam niszczyciele przeszły próby morskie w 1902  roku, a do wybuchu wojny z Japonią na początku 1904 roku odebrano ich dziewięć („Rieszytielnyj”, „Raziaszczij”, „Rastoropnyj”, „Sierdityj”, „Smiełyj”, „Storożewoj”, „Stierieguszczij”,  „Silnyj”, „Skoryj”). Dalsze trzy odebrano już w toku walk o Port Artur w 1904 roku („Strasznyj”, „Strojnyj”, „Statnyj”). Większość osiągnęła na próbach prędkość ok. 27 węzłów.
1 grudnia 1903 roku Stocznia Ochtyńska zakładów Crichtona otrzymała zamówienie na trzy dalsze niszczyciele do montażu w częściach, rozszerzone 10 sierpnia 1905 roku do pięciu. Przedstawiały one już ulepszony typ o wyporności 294 tony, różniący się m.in. zastosowaniem wyrzutni torped większego kalibru 450 mm. W literaturze bywają wyróżniane jako odrębny typ Twiordyj. Zmontowano je ostatecznie we Władywostoku i zostały odebrane przez flotę dopiero w latach 1907–1908.
Spośród 26 seryjnych okrętów tego typu dwa zbudowane zostały w stoczni Crichton w Abo, siedem powstało w Zakładach Iżorskich w Kołpino, cztery zbudowała stocznia Crichton w Petersburgu, a trzynaście wykonano w Zakładach Newskich w Petersburgu. Zostały zwodowane w latach 1898–1903, a do służby w Marynarce Wojennej przyjęto je w latach 1895–1904. 
Prototypowy „Sokoł” był w chwili wejścia do służby jednym z najnowocześniejszych niszczycieli świata i decyzja o jego szybkim zamówieniu była uzasadniona. Rozwój okrętów na świecie spowodował jednak, że już w ciągu kilku lat nowo projektowane niszczyciele były większe i silniejsze, a wkrótce także szybsze, i projekt ten stał się szybko przestarzały. Już w 1898 roku Rosja zamówiła serię większych 350-tonowych niszczycieli dla służby na Dalekim Wschodzie (typów: Kit, Foriel, Bojkij). Z tego punktu widzenia za błąd uważana jest decyzja o budowie w Rosji tak długiej serii, a tym bardziej własnymi siłami, co spowodowało znaczne opóźnienie w rozpoczęciu prac i wejściu do służby, przy czym koszt ostatecznie był większy. Bolączką rosyjskich stoczni były ponadto opóźnienia budowy i słaba jakość prac. Seryjne niszczyciele wchodziły do służby pięć do dziewięciu lat po prototypie i żaden nawet podczas prób nie osiągał prędkości 28 węzłów. Należy jednak zaznaczyć, że po części obniżenie prędkości spowodowane było wzmocnieniem konstrukcji kadłuba, uważanej za zbyt słabą. W konsekwencji, okręty typu Sokoł były najliczniejszymi rosyjskimi niszczycielami podczas wojny z Japonią w 1904 roku, lecz znacznie ustępowały większym i lepiej uzbrojonym niszczycielom japońskim nowszych brytyjskich projektów. Znaczenie miało tutaj także oparcie się przez Rosję na posiadanych starych wzorach uzbrojenia, w tym armatach kalibru 75 mm strzelających tylko pociskami przeciwpancernymi. Należy zaznaczyć, że japońskie niszczyciele nosiły armatę kalibru 76 mm i aż pięć większego kalibru 57 mm, oraz wyrzutnie nowszych torped kalibru 450 mm, o większych możliwościach, a dodatkowo w toku służby zamieniano na nich dziobową armatę 57 mm na drugą kalibru 76 mm. Mimo ustępowania nowym konstrukcjom, okręty typu Sokoł okazały się jednak dosyć udane i pozwoliły rosyjskim stoczniom na zebranie doświadczeń w budowie seryjnej niszczycieli, a niektóre pozostały w służbie ponad 25 lat.

## Okręty
| Okręt                          | Stocznia                 | Początek budowy      | Wodowanie           | Wejście do służby | Flota             |
| ------------------------------ | ------------------------ | -------------------- | ------------------- | ----------------- | ----------------- |
| „Sokoł” („Prytkij”)            | Yarrow                   | listopad 1894        | 22 sierpnia 1895    | październik 1895  | Bałtycka          |
| „Krieczet” („Pyłkij”)          | Crichton                 | 1897                 | 1 października 1899 | lipiec 1900       | Bałtycka          |
| „Posłusznyj” (ex-„Korszun”)    | Crichton                 | 1898                 | maj 1898            | lipiec 1900       | Bałtycka          |
| „Procznyj” (ex-„Jastrieb”)     | Z. Iżorskie              | październik 1896     | 1 października 1898 | maj 1902          | Bałtycka          |
| „Porażajuszczij” (ex-„Nyrok”)  | Z. Iżorskie              | 1896                 | 15 listopada 1898   | maj 1902          | Bałtycka          |
| „Pronzitielnyj” (ex-„Bierkut”) | Z. Iżorskie              | lipiec 1897          | 29 czerwca 1899     | maj 1902          | Bałtycka          |
| „Prozorliwyj” (ex-„Gagara”)    | Z. Newskie               | 1898                 | 8 lipca 1899        | maj 1902          | Bałtycka          |
| „Riezwyj” (ex-„Woron”)         | Z. Newskie               | 1899                 | 31 sierpnia 1899    | maj 1902          | Bałtycka          |
| „Rietiwyj” (ex-„Filin”)        | Z. Newskie               | 1899                 | 22 czerwca 1900     | maj 1902          | Bałtycka          |
| „Rjanyj” (ex-„Sowa”)           | Z. Newskie               | 1899                 | 7 lipca 1900        | maj 1902          | Bałtycka          |
| „Podwiżnyj” (ex-„Albatros”)    | Z. Iżorskie              | październik 1899     | 3 czerwca 1901      | maj 1902          | Bałtycka          |
| „Strogij” (ex-„Lebied´”)       | Crichton                 | sierpień 1899        | 2 sierpnia 1901     | wrzesień 1902     | Czarnomorska      |
| „Smietliwyj” (ex-„Pielikan”)   | Crichton                 | sierpień 1899        | 2 sierpnia 1901     | wrzesień 1902     | Czarnomorska      |
| „Swiriepyj” (ex-„Pawlin”)      | Crichton                 | sierpień 1899        | 7 września 1901     | wrzesień 1902     | Czarnomorska      |
| „Striemitielnyj” (ex-„Fazan”)  | Crichton                 | sierpień 1899        | 1 października 1901 | wrzesień 1902     | Czarnomorska      |
| „Rieszytielnyj” (ex-„Kondor”)  | Z. Newskie / Port Artur  | 1900 / kwiecień 1901 | 26 lipca 1901       | lipiec 1902       | Oceanu Spokojnego |
| „Sierdityj” (ex-„Biekas”)      | Z. Newskie / Port Artur  | 1901 / 1901          | 3 listopada 1901    | czerwiec 1903     | Oceanu Spokojnego |
| „Smiełyj” (ex-„Gorlica”)       | Z. Newskie / Port Artur  | 1901 / 1901          | 10 lutego 1902      | wrzesień 1903     | Oceanu Spokojnego |
| „Storożewoj” (ex-„Gracz”)      | Z. Newskie / Port Artur  | 1901 / 1901          | 31 marca 1902       | wrzesień 1903     | Oceanu Spokojnego |
| „Stierieguszczij” (ex-„Kulik”) | Z. Newskie / Port Artur  | 1901 / 1902          | 22 czerwca 1902     | wrzesień 1903     | Oceanu Spokojnego |
| „Raziaszczij” (ex-„Drozd”)     | Z. Iżorskie / Port Artur | 1901 / 1902          | 10 grudnia 1902     | wrzesień 1903     | Oceanu Spokojnego |
| „Rastoropnyj” (ex-„Diatieł”)   | Z. Iżorskie / Port Artur | 1900 / marzec 1902   | 12 marca 1903       | listopad 1903     | Oceanu Spokojnego |
| „Silnyj”                       | Z. Iżorskie / Port Artur | lipiec 1902 / 1903   | 21 czerwca 1903     | grudzień 1903     | Oceanu Spokojnego |
| „Skoryj”                       | Z. Newskie / Port Artur  | grudzień 1902 / 1903 | 17 maja 1903        | grudzień 1903     | Oceanu Spokojnego |
| „Strasznyj”                    | Z. Newskie / Port Artur  | 1902 / 1903          | 1903                | marzec 1904       | Oceanu Spokojnego |
| „Strojnyj”                     | Z. Newskie / Port Artur  | 1902 / 1903          | 1903                | marzec 1904       | Oceanu Spokojnego |
| „Statnyj”                      | Z. Newskie / Port Artur  | 1902 / 1903          | 21 listopada 1903   | lipiec 1904       | Oceanu Spokojnego |

## Dane taktyczno–techniczne

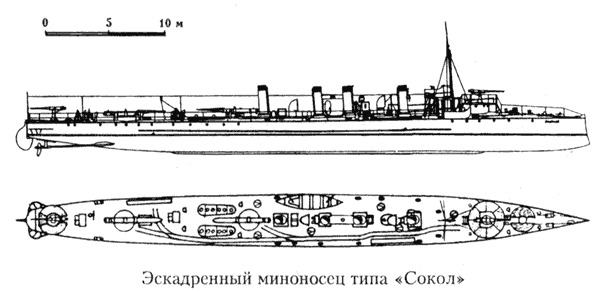
Rzuty niszczycieli typu Sokoł

Okręty były niszczycielami typowej brytyjskiej konstrukcji z końca XIX wieku, ze smukłym kadłubem o dużym stosunku długości do szerokości (ponad 10:1), optymalizowanym do rozwijania dużej prędkości, z taranowym dziobem. Kadłub był gładkopokładowy, z poziomą linią burt, ale z wypukłym pokładem na dziobie, przyrównywanym do skoropy żółwia. Charakterystycznym elementem sylwetki były cztery lekko pochylone cienkie kominy na śródokręciu, przy czym drugi i trzeci były blisko siebie, a pozostałe oddalone. Nadbudówki były minimalne, ograniczające się do sterówki na dziobie oraz kambuza między drugim a trzecim kominem. Na dachu sterówki była platforma działa, a za nią był odkryty mostek na kolumienkach, natomiast mostek rufowy znajdował się tylko na niewielkim podwyższeniu. Przy wyposażeniu w radiostację, kabina radiowa była przed czwartym kominem. Okręty miały tylko jeden pokład ciągły – górny, a w części dziobowej i rufowej wewnątrz były pokłady platformy, natomiast na śródokręciu na całą wysokość kadłuba sięgały przedziały siłowni.
Kadłub wewnątrz był podzielony na 11 przedziałów wodoszczelnych 10 grodziami poprzecznymi. Układ wiązań był poprzeczny, wzdłużnymi elementami była stępka z nadstępką i dwa wzdłużniki na dnie. Konstrukcja była nitowana, odstęp między wręgami wynosił 53 cm. Na prototypowym „Sokole” poszycie kadłuba było wykonane dla zmniejszenia masy ze stosunkowo cienkich blach z wysokowytrzymałej stali niklowej, o grubości 3–4 mm, a pokład 2–5 mm. Dla wzmocnienia, na rosyjskich niszczycielach pogrubiono poszycie i pokład do 4,5–7,5 mm. Taranowa stewa dziobowa i stewa rufowa były z kutego żelaza.
Długość całkowita kadłuba prototypowego „Sokoła” wynosiła 58 metrów, na linii wodnej 57,7 m, a szerokość 5,6 m. Dwa wykonane jako pierwsze w Rosji (Crichton) „Korszun” i „Krieczet” miały kadłub wydłużony do 60,8 m. Seryjne okręty według planów Zakładów Iżorskich miały długość całkowitą 57,91 m, na linii wodnej 57,7 m, a szerokość 5,67 m. Zanurzenie kadłuba „Sokoła” przy wyporności pełnej wynosiło 1,63 m, a największe ze śrubami – 2,24 m. Seryjne okręty miały zanurzenie 1,65 m, a ze śrubami 2,3 m. Wyporność normalna wynosiła 220 ton, a pełna 240 ton.
Okręty napędzane były przez dwie maszyny parowe potrójnego rozprężania o projektowej mocy indykowanej 3800 KM przy prędkości 400 obr./min. Na próbach „Sokoła”, z maszynami produkcji Yarrow, osiągnięto moc indykowaną 3900 KM przy 405 obr./min. Seryjne niszczyciele budowy rosyjskiej były jednak pod względem mocy oceniane jako słabsze. Cylindry miały średnice: 457, 660 i 992 mm. Parę dostarczało cztery lub osiem kotłów systemu Yarrow. Wypracowana para była odprowadzana do wspólnego kondensatora. Maszyny napędzały dwie trójłopatowe śruby z brązu o średnicy 1,98 m. Śruby zachodziły na siebie, toteż prawa była umieszczona dalej w kierunku rufy o 0,74 m. Układ napędowy pozwalał osiągnąć jednostkom seryjnym prędkość 26,5-27,5 węzła, podczas gdy prędkość maksymalna prototypowego „Sokoła” wynosiła 29 węzłów. Okręty mogły zabrać zapas węgla o masie 58-80 ton, co zapewniało zasięg wynoszący od 450 do 660 Mm przy prędkości 13 węzłów.
Okręty wyposażone były w dwie pojedyncze wyrzutnie torped kalibru 381 mm, umieszczone na rufie, z zapasem sześciu torped. Dwie torpedy były w wyrzutniach, a cztery były przenoszone z głowicami oddzielnie w dziobowym kubryku. 17-stopowe torpedy Whiteheada wzór 1898 miały masę 430 kg, w tym 64 kg głowica bojowa. Główne uzbrojenie artyleryjskie stanowiło pojedyncze działo kal. 75 mm Canet o długości 50 kalibrów (L/50), z maską ochronną, umieszczone na platformie nad pomostem bojowym. Działo strzelało pociskami o masie 4,9 kg, a zapas amunicji wynosił 160 pocisków przeciwpancernych. Uzbrojenie uzupełniały trzy pojedyncze działa kal. 47 mm Hotchkiss M1885 L/40 (dwa na burtach za mostkiem i jedno na pokładzie rufowym). Strzelały pociskami o masie 1,5 kg, a zapas amunicji wynosił 800 sztuk.
Załoga okrętu liczyła początkowo w marynarce rosyjskiej 52–53 osoby, w tym czterech oficerów, natomiast później na części okrętów wzrastała do 55 osób. Inne publikacje podają, że liczebność załogi mogła się wahac od 51 do 58 osób. Marynarze spali w kubryku na dziobie i na rufie, a podoficerowie w kajucie na rufie. Pomieszczenia oficerskie, w tym kajuta dowódcy, były w części rufowej za siłownią.

## Służba
W momencie wybuchu wojny rosyjsko-japońskiej na Dalekim Wschodzie bazowało 12 niszczycieli typu Sokoł, wchodzących w skład 2. Flotylli Niszczycieli I Eskadry Oceanu Spokojnego. Podczas działań wojennych utracono osiem jednostek: „Stierieguszczij” został zatopiony 10 marca 1904 roku nieopodal Port Artur przez japońskie niszczyciele; jego los podzielił 13 kwietnia 1904 roku „Strasznyj”; 12 sierpnia 1904 roku „Rieszytielnyj” podczas procedury internowania w chińskim porcie Czyfu został niespodziewanie zaatakowany przez niszczyciele „Asashio” i „Kasumi”, których załogi zdobyły abordażem rosyjską jednostkę, którą następnie wcielono w skład Cesarskiej Marynarki Wojennej pod nazwą „Akatsuki” (暁), po remoncie w 1906 roku zmienioną na „Yamabiko” (山彦). 13 listopada 1904 roku „Strojnyj” wszedł na postawioną nieopodal Port Artur przez japońskie okręty minę i zatonął, a 16 listopada 1904 roku „Rastoropnyj” został samozatopiony na redzie Czyfu, aby uniknąć losu niszczyciela „Rieszytielnyj”. Trzy niszczyciele („Storożewoj”, „Raziaszczij” i „Silnyj”) zostały samozatopione przed kapitulacją Port Artur w nocy z 1 na 2 stycznia 1905 roku, przy czym „Silnyj” został później przez Japończyków podniesiony i w 1906 roku wcielony w skład Cesarskiej Marynarki Wojennej pod nazwą „Fumizuki” (文月), a czterem udało się przedrzeć do portów neutralnych i zostały internowane („Sierdityj”, „Smiełyj”, „Skoryj” i „Statnyj”).
W latach 1909–1912 na ocalałych okrętach dokonano modernizacji uzbrojenia: zdemontowano obie wyrzutnie torped kal. 381 mm i wszystkie działa kal. 47 mm, instalując w zamian dwie pojedyncze wyrzutnie torped kal. 450 mm oraz drugą armatę kal. 75 mm (usytuowaną w pobliżu rufy) i dwa pojedyncze karabiny maszynowe kal. 7,62 mm. Prócz tego okręty przystosowano do przenoszenia 10 min. W momencie wybuchu I wojny światowej kilka okrętów przystosowano do pełnienia funkcji okrętów łącznikowych, a część przebudowano na trałowce. W wyniku rewolucji październikowej okręty Floty Bałtyckiej zostały przejęte przez bolszewików, a w 1918 roku trzy zostały skierowane na Morze Kaspijskie; pięć jednostek pozostawionych przez bolszewików w Helsinkach („Rjanyj”, „Prozorliwyj”, „Posłusznyj”, „Riezwyj” i „Podwiżnyj”) zostało 13 kwietnia 1918 roku zdobytych przez Finów i weszło w skład Marynarki Wojennej Finlandii pod nazwami S1 – S5. Z czterech niszczycieli służących we Flocie Czarnomorskiej dwa („Smietliwyj” i „Striemitielnyj”) zostały samozatopione 18 czerwca 1918 roku w Noworosyjsku, by uniknąć przejęcia przez Niemców, a dwa po epizodycznej służbie we flocie Białych trafiły w 1920 roku do Floty Czerwonej („Strogij”, od 1922 roku nazwany „Marti” i „Swiriepyj”, nazwany w 1922 roku „Lejtienant Szmidt”).